# Buck Hill
Roger Wendell "Buck" Hill (Washington D. C., 13 de febrero de 1927 - Greenbelt, 20 de marzo de 2017) fue un saxofonista soprano y tenor de jazz estadounidense. 

## Biografía
Comenzó a tocar profesionalmente en 1943, pero trabajó como cartero en su lugar de nacimiento, Washington D. C., durante más de treinta años. Tocó con Charlie Byrd en 1958-59, pero sólo estuvo activo ocasionalmente durante la década de 1960. Comenzó a grabar extensamente como líder en la década de 1970, pero continuó grabando con otros, como un álbum con el trompetista del área de Washington Allan Houser en 1973 

## Fallecimiento
Hill murió en su casa de Greenbelt, Maryland, a la edad de 90 años  El 27 de agosto de 2019 se inauguró un mural tributo, patrocinado por el proyecto MuralsDC del Departamento de Obras Públicas del Distrito de Columbia y donado por Snell Properties, en el que Hill toca el saxofón con su uniforme de cartero, y que la alcaldesa de Washington D. C., Muriel Bowser, declaró “Roger Día de Wendell Buck Hill” en la ciudad. El mural, de poco más de 70 pies, es el mural tributo más alto en la capital del país. Está ubicado en 1925 14th Street, NW, en el costado del edificio Elysium Fourteen en la intersección de 14th y el histórico U Street Corridor en el noroeste de DC, donde destacados artistas afroamericanos actuaron entre 1920 y 1960. El mural fue pintado por el artista Joe Pagac de Tucson, AZ.

## Discografía

### Como líder
- This Is Buck Hill (SteepleChase, 1978)
- Scope (SteepleChase, 1979)
- Easy to Love (SteepleChase, 1981 [1982])
- Impressions (SteepleChase, 1981 [1983])
- Buck Hill Plays Europe (Turning Point, 1982)
- Capital Hill (Muse, 1989)
- The Buck Stops Here (Muse, 1990)
- I'm Beginning to See the Light (Muse, 1991)
- Impulse (Muse, 1992)
- Northsea Festival (SteepleChase, 1997) - recopila Easy to Love and Impressions
- Uh Huh! Buck Hill, Live at Montpelier! (Jazzmont, 2000)
- Relax (Severn, 2006)

### Como acompañante
Con Charlie Byrd
- Byrd's Word! (Riverside, 1958)
- Byrd in the Wind (Riverside, 1959)

Con Shirley Horn
- Close Enough for Love (Verve, 1989)
- You Won't Forget Me (Verve, 1991)
- The Main Ingredient (Verve, 1995)
- I Remember Miles (Verve, 1998)

Con Shirley Scott
- Great Scott! (Muse, 1991)